# チラガー

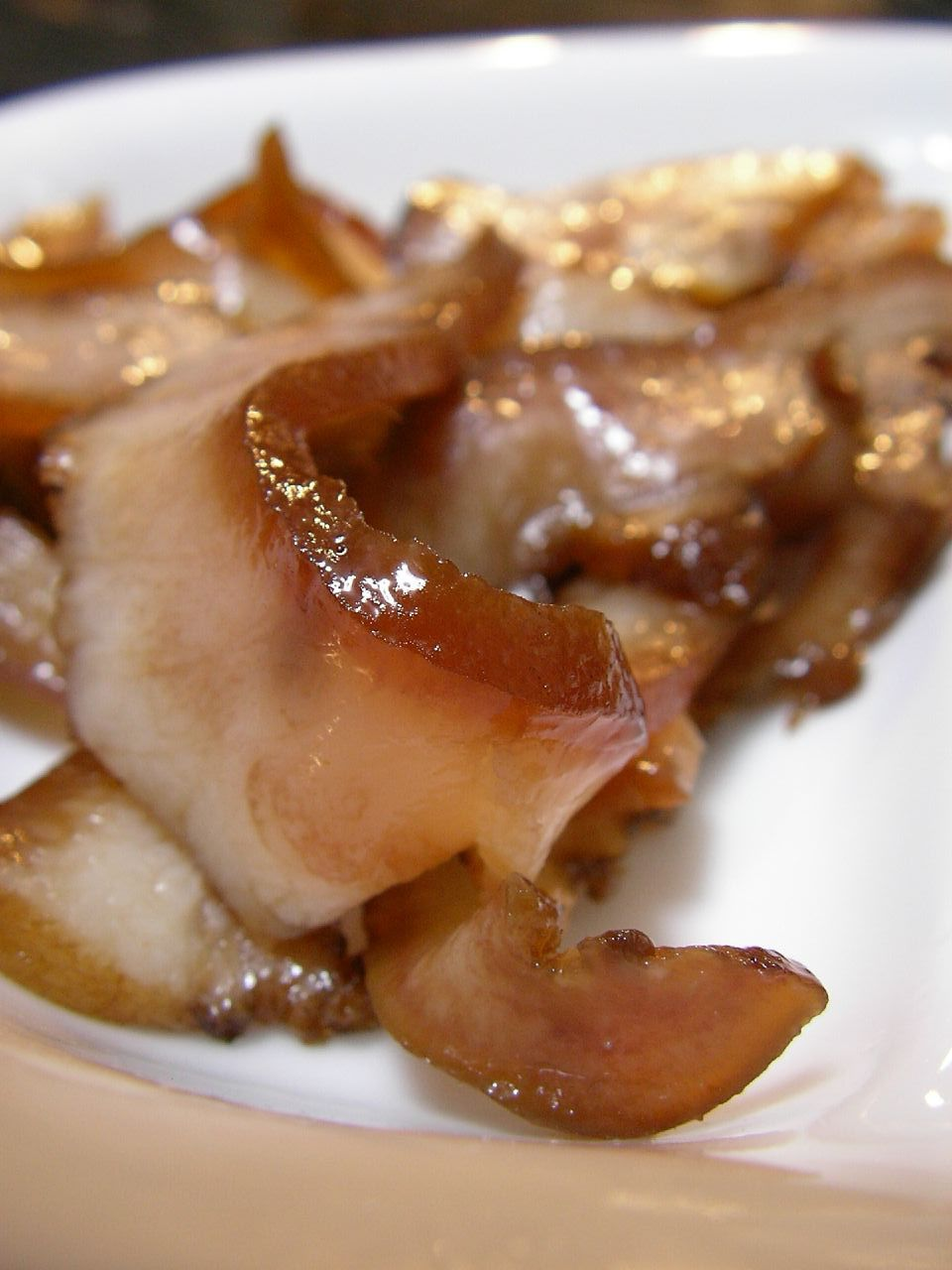
チラガー

チラガー（面皮）は沖縄での豚の顔の皮の呼び名。食材として利用される。

## 概要
沖縄では「豚は鳴き声以外はすべて食べる」と言われるほど、全身くまなく食されている。豚肉は食肉センターでおおまかに頭、胴、尻、脚などの部位に解体されるわけだが、チラガーは頭から、耳の下から口角までを切り取ったあご肉を除いた顔の上半分の皮である。土産物屋で一般販売されるチラガーはミミガーとして利用される耳の外側部分や唇、鼻先部分、まつ毛のある硬い眼の周り部分を取り除いてあることが多い。
加工済のチラガー製品も販売されているが、沖縄の市場などでは、豚の顔そのものという形状の「生のチラガー」も販売されている。

## 利用法
チラガーは、炒め物、煮物、あえものなどに利用され、親しまれている。
独特のコリコリしてむちむちした食感があり、カロリーは低く、コラーゲンが豊富に含まれていることから、美肌のための食材としても人気がある。

## 語源
「チラガー」とは、沖縄の方言で「面（つら）」の「皮（かわ/がわ）」の意味である。